# Cardiophorus lineatus
Cardiophorus lineatus là một loài bọ cánh cứng trong họ Elateridae. Loài này được Gurjeva miêu tả khoa học năm 1964.